# Danh sách phim VTV phát sóng năm 2008
Đây là danh sách phim VTV phát sóng trong năm 2008.
←2007 - 2008 - 2009→

## Phim đặc biệt Tết Nguyên Đán
Những bộ phim này được phát sóng trong dịp Tết Nguyên Đán Mậu Tý trên các kênh sóng của VTV.
| Thời gian | Tên                | Số tập       | NSX             | Đoàn làm phim | Bài hát chủ đề                     | Thể loại            | Ghi chú                                            |
| --------- | ------------------ | ------------ | --------------- | --- | ---------------------------------- | ------------------- | -------------------------------------------------- |
| 6 tháng 2 | Giấc mộng lên đời  | 1 (70 phút)  | VFC             | Lê Cường Việt (đạo diễn); Đỗ Bảo Châu (kịch bản); Quốc Trị, Lê Nga, Anh Thái, Thu Hà, Bình Trọng, Phương Khanh, Văn Lượng, Trần Quang, Bích Thủy, Trần Hùng, Bảo Minh, Điền Viên, Hữu Bắc... |                                    | Hài kịch            | Phát sóng 09:30 - 10:40 ngày 30 Tết trên VTV1.     |
| 8 tháng 2 | Nắng xuân về       | 1 (100 phút) | VFC             | Đỗ Chí Hướng (đạo diễn); Phạm Minh Châu (kịch bản); Đồng Thanh Bình, Nguyễn Thị Mai, Triệu Minh Lâm, Hoàng Huy, Hồng Minh, Cao Cường, Nguyễn Thị Hồng, Chí Trung...                          |                                    | Lãng mạn, dân tộc   | Phát sóng 09:30 - 11:10 ngày mùng 2 Tết trên VTV1. |
| 8 tháng 2 | Xuân Cồ đánh ghen  | 1 (80 phút)  | VFC             | Vũ Minh Trí (đạo diễn); Khuất Quang Thụy (kịch bản); Trung Hiếu, Công Lý, Tiến Minh, Ngọc Dung, Vân Anh, Thanh Hà, Bình Trọng...                                                             | Xuân cười của Thùy Chi & Tiến Minh | Hài kịch, nông thôn | Phát sóng 21:20 - 22:40 ngày mùng 2 Tết trên VTV1. |
| 8 tháng 2 | Đầu bếp và đại gia | 1 (90 phút)  | Đông A Pictures | Trịnh Lê Phong (đạo diễn); Đỗ Trí Hùng (kịch bản); Vĩnh Xương, Kim Oanh, Thùy Dung, Phú Đôn, Đình Chiến, Lâm Tùng, Bùi Bài Bình, Tạ Thu, Quang Lâm, Quốc Quân...                             | Sắp mưa ngâu (chèo)                | Hài kịch, lãng mạn  | Phát sóng 21:10 - 22:40 ngày mùng 2 Tết trên VTV3. |

## VTV1 - Phim truyện giờ vàng
Những bộ phim này phát sóng từ 20:10 đến 21:00 các ngày từ thứ Hai đến thứ Sáu trên VTV1.
Lưu ý: Từ ngày 21 tháng 8 đến 14 tháng 11 năm 2008, khung phim được tách ra làm 2 phim/tuần với Bỗng dưng muốn khóc vào thứ Hai đến thứ Tư và Nhà có nhiều cửa sổ vào thứ Năm và thứ Sáu.
| Thời gian                                  | Tên | Số tập | NSX | Đoàn làm phim | Bài hát chủ đề | Thể loại | Ghi chú |
| ------------------------------------------ | --- | --- | --- | --- | --- | --- | --- |
| 21 tháng 1 - 1 tháng 2                     | Cảnh sát hình sự: Tên sát nhân có tài mở khóa | 10 | VFC | Trọng Trinh (đạo diễn); Nguyễn Thanh Hoàng (kịch bản); Quốc Trị, Trọng Trinh, Bảo Anh, Tạ Am, Hồng Sơn, Thanh Hiền, Thu Hà, Tiến Lộc, Hồng Hạnh, Trần Thụ, Văn Thới, Trà My, Đức Khuê, Linh Huệ, Hồng Quân, Công Dũng, Huyền Thanh, Ngọc Tản, Minh Phương, Quốc Hùng, Hà Đan, Sơn Tùng, Tiến Việt, Khả Sinh, Bảo Nam, Thanh An...                                                                         | Những bàn chân lặng lẽ Trình bày: Thùy Dung | Hình sự, kinh dị | Dựa theo tiểu thuyết "Tên sát nhân có tài mở khóa" của tác giả Nguyễn Thanh Hoàng.                                                                              |
| 4 - 5 tháng 2                              | Phát lại phim Nắng ở trên đầu, lên sóng lần đầu trên kênh HTV9 vào năm 2001.                                                                                    | Phát lại phim Nắng ở trên đầu, lên sóng lần đầu trên kênh HTV9 vào năm 2001.                                                                                    | Phát lại phim Nắng ở trên đầu, lên sóng lần đầu trên kênh HTV9 vào năm 2001.                                                                                    | Phát lại phim Nắng ở trên đầu, lên sóng lần đầu trên kênh HTV9 vào năm 2001. | Phát lại phim Nắng ở trên đầu, lên sóng lần đầu trên kênh HTV9 vào năm 2001. | Phát lại phim Nắng ở trên đầu, lên sóng lần đầu trên kênh HTV9 vào năm 2001.                                                                                    | Phát lại phim Nắng ở trên đầu, lên sóng lần đầu trên kênh HTV9 vào năm 2001.                                                                                    |
| 11 - 26 tháng 2                            | Phát lại phim Ninh Thạnh Lợi - Đất và lửa, lên sóng lần đầu trên kênh BLTV vào năm 2006. - Ghi chú: Tập 9 phát sóng 21:25, ngày 21 tháng 2 do sự kiện đặc biệt. | Phát lại phim Ninh Thạnh Lợi - Đất và lửa, lên sóng lần đầu trên kênh BLTV vào năm 2006. - Ghi chú: Tập 9 phát sóng 21:25, ngày 21 tháng 2 do sự kiện đặc biệt. | Phát lại phim Ninh Thạnh Lợi - Đất và lửa, lên sóng lần đầu trên kênh BLTV vào năm 2006. - Ghi chú: Tập 9 phát sóng 21:25, ngày 21 tháng 2 do sự kiện đặc biệt. | Phát lại phim Ninh Thạnh Lợi - Đất và lửa, lên sóng lần đầu trên kênh BLTV vào năm 2006. - Ghi chú: Tập 9 phát sóng 21:25, ngày 21 tháng 2 do sự kiện đặc biệt. | Phát lại phim Ninh Thạnh Lợi - Đất và lửa, lên sóng lần đầu trên kênh BLTV vào năm 2006. - Ghi chú: Tập 9 phát sóng 21:25, ngày 21 tháng 2 do sự kiện đặc biệt. | Phát lại phim Ninh Thạnh Lợi - Đất và lửa, lên sóng lần đầu trên kênh BLTV vào năm 2006. - Ghi chú: Tập 9 phát sóng 21:25, ngày 21 tháng 2 do sự kiện đặc biệt. | Phát lại phim Ninh Thạnh Lợi - Đất và lửa, lên sóng lần đầu trên kênh BLTV vào năm 2006. - Ghi chú: Tập 9 phát sóng 21:25, ngày 21 tháng 2 do sự kiện đặc biệt. |
| 28 tháng 2 - 24 tháng 3                    | Phát lại phim Nữ bác sĩ, lên sóng lần đâu trên kênh HTV9 vào năm 2007.                                                                                          | Phát lại phim Nữ bác sĩ, lên sóng lần đâu trên kênh HTV9 vào năm 2007.                                                                                          | Phát lại phim Nữ bác sĩ, lên sóng lần đâu trên kênh HTV9 vào năm 2007.                                                                                          | Phát lại phim Nữ bác sĩ, lên sóng lần đâu trên kênh HTV9 vào năm 2007. | Phát lại phim Nữ bác sĩ, lên sóng lần đâu trên kênh HTV9 vào năm 2007. | Phát lại phim Nữ bác sĩ, lên sóng lần đâu trên kênh HTV9 vào năm 2007.                                                                                          | Phát lại phim Nữ bác sĩ, lên sóng lần đâu trên kênh HTV9 vào năm 2007.                                                                                          |
| 25 tháng 3 - 25 tháng 4                    | Chàng trai đa cảm | 19 | Đông A Pictures | Trần Trung Dũng (đạo diễn); Đỗ Trí Hùng (ý tưởng); Nguyễn Quỳnh Trang, Hà Anh Thu, Đàm Vân Anh, Lê Thu Thủy, Vũ Thị Liên (kịch bản); Công Dũng, Thu Trang, Hà Anh, Đức Khuê, Ngọc Oanh, Minh Châu, Joseph Ruelle, Việt Anh, Hồng Diễm, Như Hương, Bích Huyền, Đỗ Quỳnh Hoa... | Thức dậy đi em Trình bày: Tùng Dương | Lãng mạn, hài kịch | Bộ phim xã hội hóa đầu tiên phát sóng trên VTV1. |
| 28 tháng 4 - 13 tháng 6                    | Cảnh sát hình sự: Chạy án (phần 2) | 27 | VFC | Vũ Hồng Sơn (đạo diễn); Nguyễn Như Phong (kịch bản); Văn Báu, Dũng Nhi, Hương Dung, Việt Anh, Phan Hòa, Tiến Đạt, Trần Đức, Duy Thanh, Nguyễn Hải, Anh Thái, Thu Hương, Tuấn Minh, Thu Hằng, Hồng Sơn, Nguyễn Hoàng Tùng, Nguyễn Hậu, Hải Bình, Kim Dung, Vũ Hồng Anh... | Những bàn chân lặng lẽ Trình bày: Thùy Dung | Hình sự | Tiếp nối Chạy án (2006). Dựa theo tiểu thuyết "Chạy án" của Nguyễn Như Phong.                                                                                   |
| 16 - 30 tháng 6                            | Gió từ Phố Hiến | 10 | VFC | Vũ Minh Trí (đạo diễn); Dũng Nhi, Trần Nhượng, Quang Thắng, Tiến Minh, Hoàng Lan, Khôi Nguyên, Hồ Liên, Thu Hà, Hồng Chương... | Gió từ Phố Hiến Trình bày: Tiến Minh | Chính luận, nông thôn | |
| 1 tháng 7 - 6 tháng 8                      | Vòng nguyệt quế | 25 | VFC | Mai Hồng Phong (đạo diễn); Hà Thủy Nguyên (kịch bản); Bích Huyền, Công Dũng, Lâm Tùng, Diệu Hương, Phạm Cường, Đỗ Quỳnh Hoa, Hoa Thúy, Mẫn Đức Kiên... | Lang thang ơi Trình bày: Thu Lan, Hoàng Tùng | Lãng mạn | |
| 7 - 20 tháng 8                             | Cảnh sát hình sự: Hành trình bí ẩn | 10 | VFC | Nguyễn Tiến Dũng, Trần Trọng Khôi (đạo diễn); Vũ Liêm, Mạnh Tuấn (kịch bản); Bảo Anh, Tùng Dương, Lương Giang, Thu Hà, Đức Trung, Đức Thuận, Thế Bình, Phương Khanh, Văn Báu, Ngô Ngọc Trung, Minh Phương, Thái An, Hồng Đức, Hồng Quang, Sỹ Hoài, Đặng Thanh Hải, Hán Huy Bách, Đào Huy Hoàng, Đức Hưng, Đình Chiến...                                                                                   | Những bàn chân lặng lẽ Trình bày: Thùy Dung | Hình sự | |
| 21 tháng 8 - 14 tháng 11                   | Nhà có nhiều cửa sổ (phần 1) | 26 | VFC | Vũ Hồng Sơn, Phí Tiến Sơn (đạo diễn); Anji Loman Field (kịch bản); Lê Mai, Hồng Sơn, Minh Hòa, Trung Anh, Tuấn Quang, Hoàng Xuân, Anh Tuấn, Hoàng Công, Huyền Trang, Lâm Tùng, Công Dũng, Tiến Lộc, Thu Quỳnh, Vi Cầm, Tùng Dương... | Hòa nhịp con tim Sáng tác: Huy Tuấn Trình bày: Thanh Lam, Hồng Nhung, Mỹ Linh, Trần Thu Hà, Mỹ Tâm, Đàm Vĩnh Hưng, Hồ Ngọc Hà, Hiền Thục, Tùng Dương, Minh Quân, Hà Anh Tuấn, Lưu Hương Giang, Hồ Hoài Anh, Phạm Anh Khoa, Đăng Khôi, Phương Anh, Phương Vy, Viết Thanh Unlimited... | | Được sản xuất trong khuôn khổ Dự án Phòng chống HIV / AIDS dành cho giới trẻ. Phát sóng vào thứ Năm - thứ Sáu.                                                  |
| 25 tháng 8 - 12 tháng 11                   | Bỗng dưng muốn khóc | 36 | BHD | Vũ Ngọc Đãng (đạo diễn & kịch bản); Tăng Thanh Hà, Lương Mạnh Hải, Hiếu Hiền, Thanh Thủy, Tùng Yuki, Đỗ Trung Quân, Trần Vân Anh, Tường Vi, Trọng Nghĩa, Lưu Minh Tuấn, Chí Thiện, Thủy Tiên, Thiên Kim, Ánh Loan, Nhật Trung, Quốc Thuận, Lê Hóa, Minh Thuận, Ngân Quỳnh, Nam Trung, Đăng Khoa, Lâm Hải Sơn...                                                                                           | Ta thuộc về nhau Trình bày: Minh Thư Giây phút này Trình bày: Lam Trường | Lãng mạn | Phát sóng từ thứ Hai - thứ Tư (cùng khung giờ với Nhà có nhiều cửa sổ).                                                                                         |
| 17 tháng 11 - 24 tháng 12                  | Gió làng Kình | 25 | VFC | Nguyễn Hữu Phần, Bùi Thọ Thịnh (đạo diễn); Phạm Ngọc Tiến (kịch bản); Bùi Bài Bình, Hồng Sơn, Công Lý, Đỗ Kỷ, Viết Liên, Thu Hà, Lan Hương "Bông", Hoàng Hải, Ánh Tuyết, Mai Lan, Bình Trọng, Phùng Cường, Quốc Quân, Nguyễn Hậu, Đình Chiến, Hồng Quân, Quang Lâm, Tùng Dương, Thanh Hà, Thanh Hòa, Hoàng Công, Trần Tuấn, Chiến Thắng...                                                                | Tìm Trình bày: Minh Chuyên | Nông thôn | Dựa theo tiểu thuyết "Những trận gió người" của tác giả Phạm Ngọc Tiến.                                                                                         |
| 25 tháng 12 năm 2008 - 22 tháng 1 năm 2009 | Cảnh sát hình sự: Cổ vật | 20 | VFC | Bùi Huy Thuần (đạo diễn); Nguyễn Long Khánh (kịch bản); Hương Dung, Duy Thanh, Minh Hòa, Đức Khuê, Phát Triệu, Thanh Tùng, Diệu Hương, Hồng Sơn, Tiến Mộc, Đức Long, Hoàng Long, Bình Xuyên, Đào Hùng, Đức Thuận, Hồng Quang, Trần Đức, Anh Dũng, Vĩnh Toàn, Hoàng Tùng, Chu Hùng, Quốc Quân, Hoàng Dân, Thanh Hải, Hồng Lê, Mẫn Đức Kiên, Huyền Thanh, Minh Nguyệt, Ngọc Tản, Phương Khanh, Nam Cường... | Những bàn chân lặng lẽ Trình bày: Thùy Dung | Hình sự | |

## VTV3 - Phim truyện giờ vàng
Bắt đầu từ 11 tháng 2 năm 2008, VTV mở khung giờ vàng mới cho phim truyền hình Việt Nam trên VTV3.

### Phim thứ Hai - thứ Tư
Những bộ phim này phát sóng từ 21:00 đến 21:50 các ngày từ thứ Hai đến thứ Tư trên kênh VTV3.
| Thời gian                                 | Tên           | Số tập | NSX        | Đoàn làm phim | Bài hát chủ đề | Thể loại | Ghi chú                                                                                              |
| ----------------------------------------- | ------------- | ------ | ---------- | --- | --- | -------- | --- |
| 11 tháng 2 năm 2008 - 31 tháng 3 năm 2009 | Cô gái xấu xí | 176    | VTV và BHD | Nguyễn Minh Chung (đạo diễn); Thùy Linh (kịch bản); Ngọc Hiệp, Chi Bảo, Lan Phương, Bình Minh, Phi Thanh Vân, Lý Anh Tuấn, Đức Hải, Minh Thuận, Cát Tường, Lê Giang, Quỳnh Trang, Minh Khuê, Phi Phụng, Thúy Uyên, Hồng Ân, Xuân Thùy, Ốc Thanh Vân, Đức Thịnh, Lê Bình, Diệu Đức, Lân Bích, Minh Đức, Trịnh Kim Chi, Mai Dũng, Kiến An... Cameo: Thúy Hạnh, Minh Khang, Ngô Kiến Huy, Tăng Thanh Hà, Hiếu Hiền, Thu Minh, Lã Thanh Huyền, Tú Vi, Lê Khánh, Trung Dân, Hoa hậu Hương Giang, Hữu Châu. | Cho em Trình bày: Lam Trường Đôi Trình bày: Minh Thuận Những ngày vui Trình bày: Hồng Ngọc Huyền Diệu Trình bày: Phương Thanh | Hài kịch | Bộ phim xã hội hóa đầu tiên phát sóng trên VTV3. Dựa theo phim truyền hình Colombia "You soy Betty". |

### Phim thứ Năm - thứ Sáu
Phát sóng lúc 21:00 đến 21:50 các ngày thứ Năm và thứ Sáu trên VTV3.
| Thời gian                                 | Tên                         | Số tập | NSX         | Đoàn làm phim | Bài hát chủ đề                                            | Thể loại | Ghi chú |
| ----------------------------------------- | --------------------------- | ------ | ----------- | --- | --------------------------------------------------------- | -------- | --- |
| 14 tháng 2 năm 2008 - 28 tháng 8 năm 2009 | Những người độc thân vui vẻ | 170    | VFC và MESA | Phạm Thanh Phong (đạo diễn); Đỗ Trí Hùng, Phạm Kim Anh (chuyển thể); Quốc Khánh, Chí Trung, Minh Hằng, Vân Dung, Quang Thắng & nhiều diễn viên khác | Những người độc thân vui vẻ Trình bày: Mỹ Linh, Minh Quân | Hài kịch | Dựa trên bộ phim sitcom Trung Quốc "The New House in Sunshine". 23 tập cuối phát sóng vào Thứ Năm đến Thứ Bảy. Hoãn 1 tập vào ngày 22 tháng 8 năm 2009 do trùng với sự kiện đặc biệt thể thao. Đột ngột ngừng phát sóng mà không có bất cứ thông báo gì. |